# 小被神社
小被神社（おぶすまじんじゃ）は、埼玉県大里郡寄居町富田の荒川沿いにある神社。祭神は瓊瓊杵尊。武蔵国男衾郡の式内小社。旧社格は村社。

## 由緒
安閑天皇の代（531年～535年）に、富田鹿が富田村字塚越（現在の大聖山真言院不動寺境内）に祠を建て、小被神を祀ったと伝えられる。
寛文9年（1669年）には、富田村民と、天正8年（1580年）の荒川の大洪水で移ってきた赤浜村民の間で発生した領境論争により、現在の鎮座地に移転した。
明治時代に入ると、神仏分離令により別当寺「不動寺」の僧が還俗し、同社の神職となった。

### 社格

#### 神階
- 元治元年（1864年）3月9日 - 正一位[4]

#### 近代社格制度
- 明治4年11月11日 - 村社
- 明治41年7月1日 - 神饌幣帛料供進社

## 祭神
- （主神）瓊瓊杵尊
- （配祀）木花咲耶姫命、彦火火出見尊[1]

## 境内

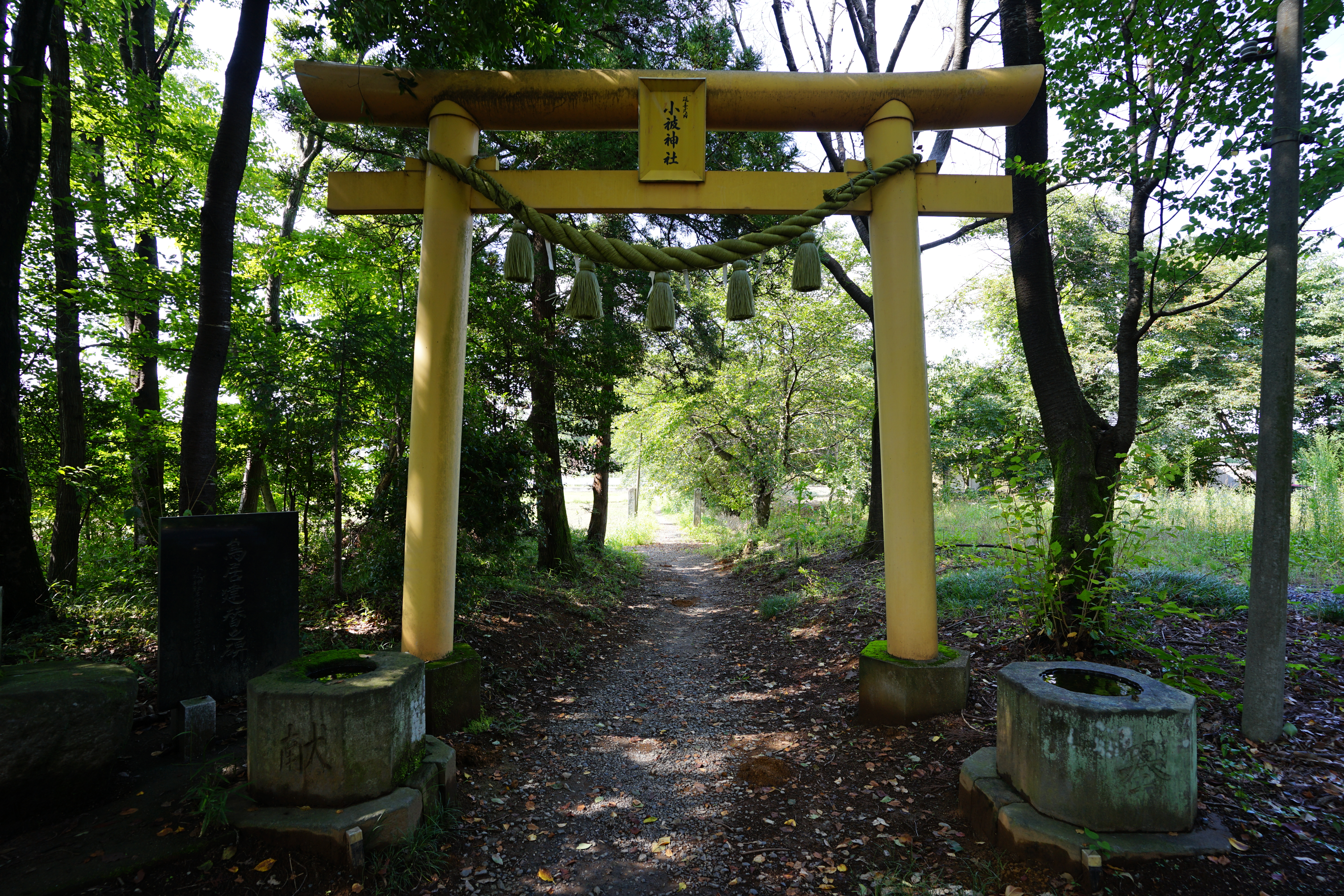
一の鳥居
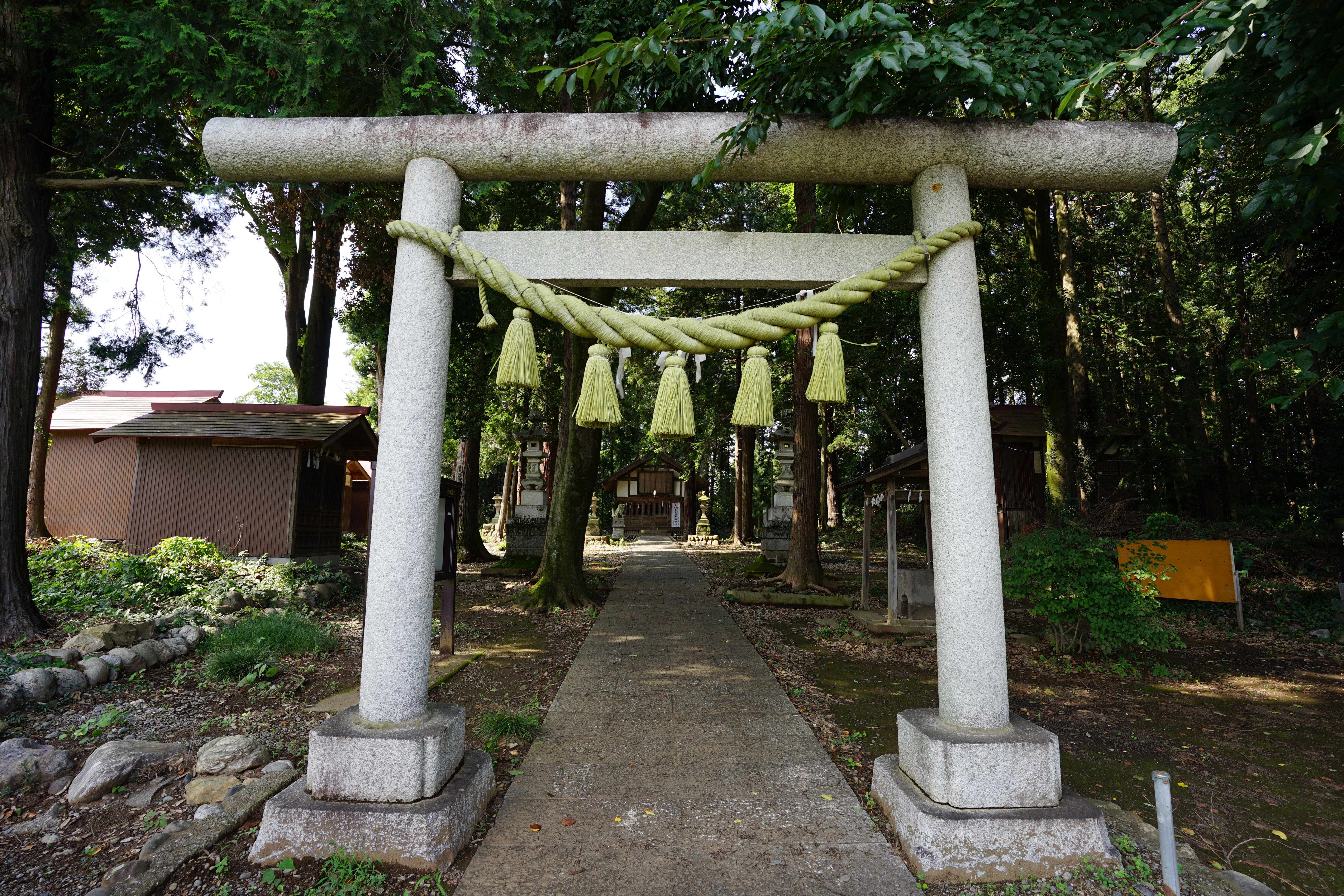
二の鳥居
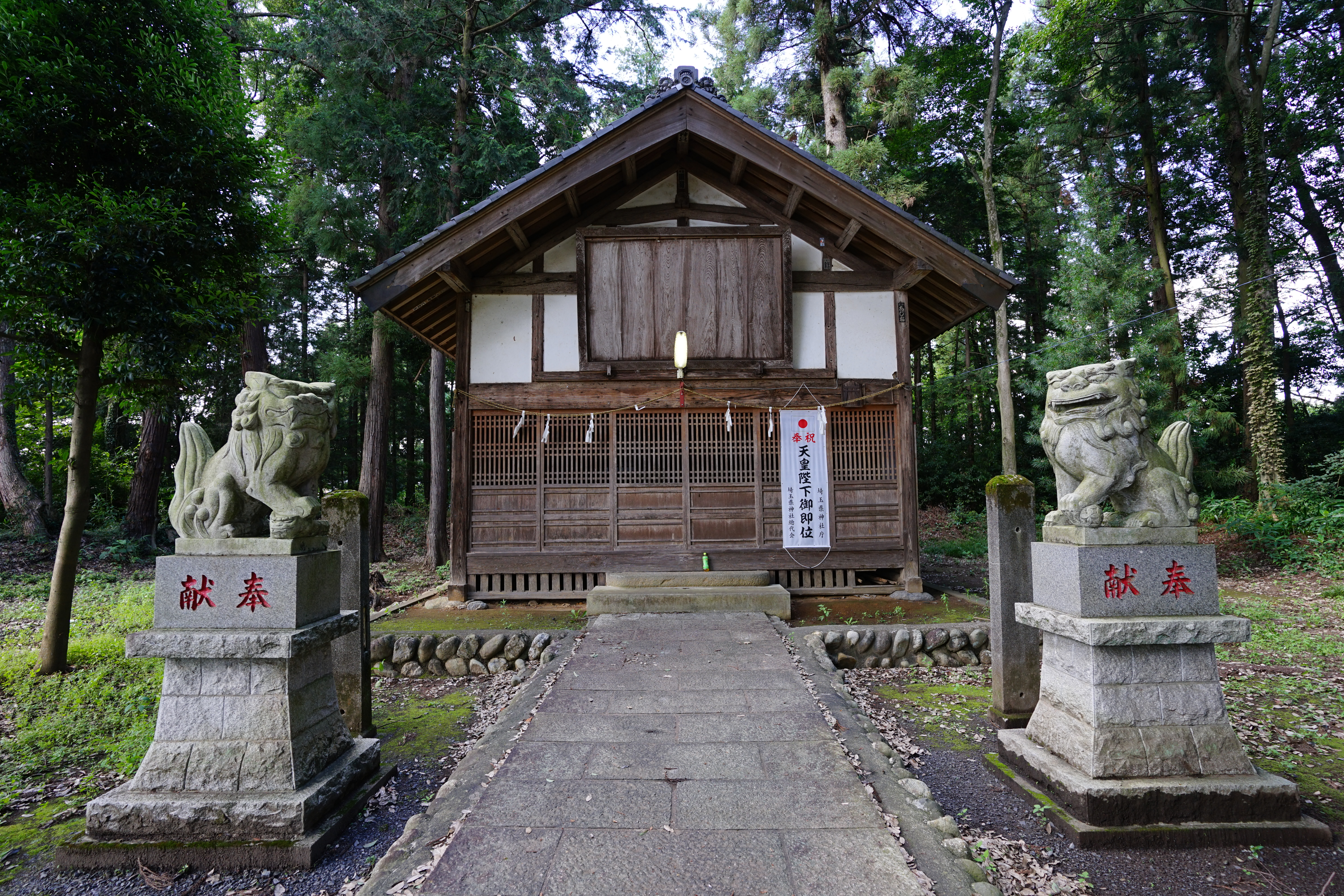
拝殿
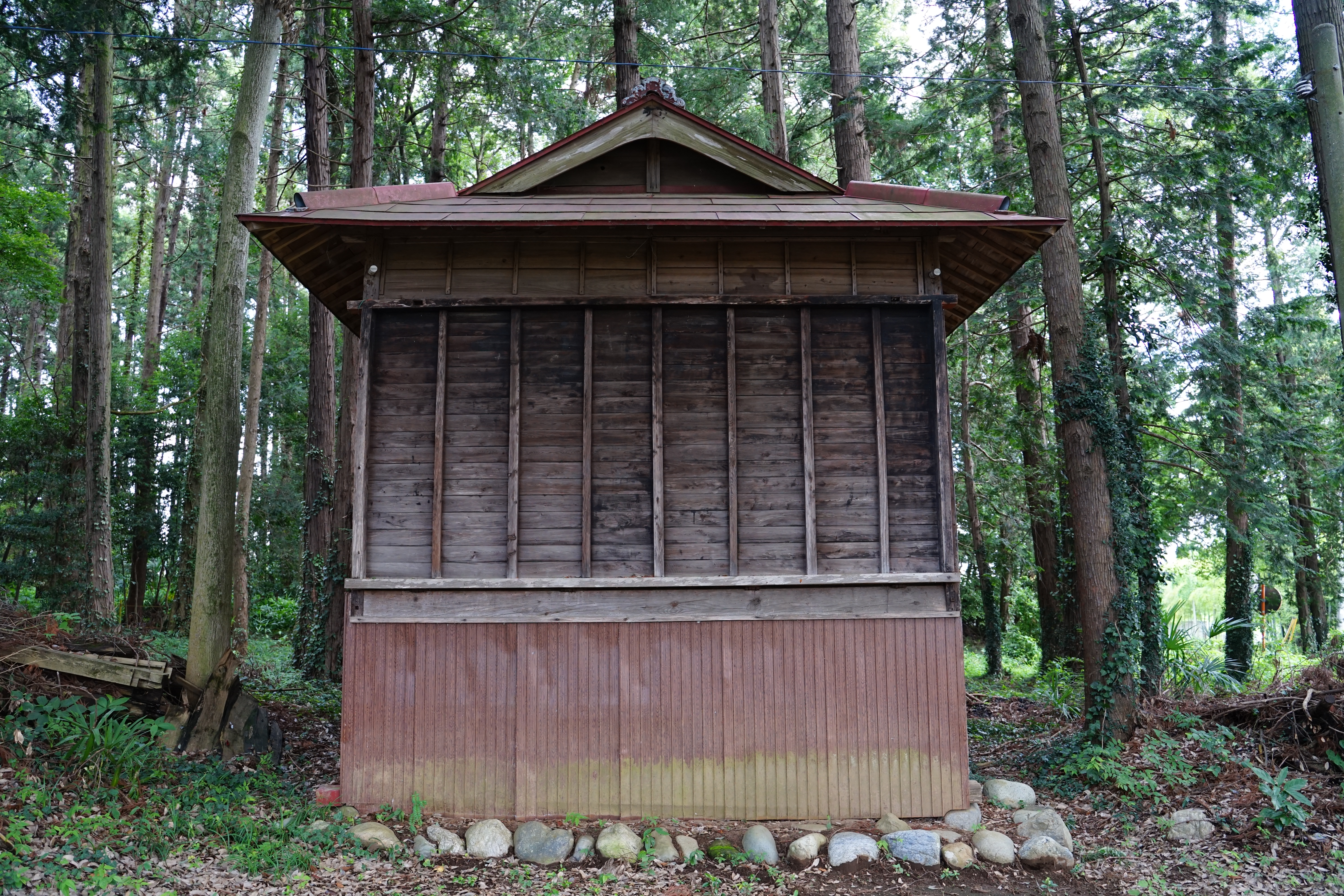
神楽殿

## 境内社

### 摂社
- 伊勢原 神明神社
- 大久保 愛宕神社
- 鳥羽 白山神社
- 塚越 稲荷神社
- 下郷 内の宮社
- 頭牛 天王宮

### 末社
- 鷲丸 冨士浅間大神
- 堂ノ入 山神社
- 谷戸 山神社

## 祭事
- 新年祭（1月1日）
- 祈年祭 （4月第2日曜日）
- 新嘗祭 （10月第2日曜日）
- 大祓  （12月31日）[1]

## 交通
- 東武東上線男衾駅から徒歩15分